# Gonionchus australis
Gonionchus australis is een rondwormensoort uit de familie van de Xyalidae.